# Mewak
Der Mewak ist ein Berg in der osttimoresischen Gemeinde Bobonaro. Er liegt im äußersten Südwesten des Sucos Cowa (Verwaltungsamt Balibo), im Süden der Aldeia Rai Luli und hat eine Höhe von 333 m. Der Berg liegt zwischen dem westlich gelegenen Talau, dem Grenzfluss zu Indonesien, und einem kleinen Wasserlauf im Osten, der nach Süden zum Talau fließt. Auf der anderen Seite des Wasserlaufs liegt der Berg Gila (354 m).